# VoIP4U
VoIP4U è un sistema di telefonia IP realizzato completamente con tecnologie open source e basato sul software Asterisk PBX, sul fax server Hylafax e dotato di servizi peritelefonici evoluti, con interfaccia Web per gli utenti e interfacce Web di gestione e configurazione.
VoIP4U è stato pensato per facilitare la migrazione alla tecnologia VoIP delle Pubbliche Amministrazioni Italiane ed è già stato adottato da Università (Università degli Studi di Ferrara e Università degli Studi di Urbino "Carlo Bo") ed enti locali (Comune di Cento (Italia)).
Il progetto VoIP4U è stato finanziato dal Dipartimento per la Digitalizzazione e l'Innovazione Tecnologica (DDI) della Presidenza del Consiglio dei ministri, in collaborazione con il Ministero dell'Istruzione, dell'Università e della Ricerca all'interno del programma ICT4University ed è stato distribuito con licenza GPLv2 il 5 ottobre 2010.